# Herb gminy Wicko
Herb gminy Wicko – symbol gminy Wicko.

## Wygląd i symbolika
Herb przedstawia na srebrnej tarczy z dwoma czerwonymi liniami z prawa w skos wizerunek czarnego gryfa kaszubskiego, trzymającego w szponach błękitną tarczę ze złotą lilią heraldyczną.